# Alpengeist
Alpengeist in Busch Gardens Williamsburg (Williamsburg, Virginia, USA) ist eine Stahlachterbahn vom Modell Inverted Coaster des Herstellers Bolliger & Mabillard, die am 22. März 1997 eröffnet wurde. Auf der 1166,8 m langen Strecke sind sechs Inversionen verbaut: ein Immelmann, ein 32,3 m hoher Looping, eine Cobra-Roll, eine Zero-g-Roll und ein Korkenzieher. Die Thematisierung beschreibt die Region der Alpen, wobei die Bahn selbst einem Skilift darstellen soll. Alpengeist ist aktuell die höchste und nach Banshee in Kings Island die zweitschnellste Inverted-Achterbahn mit geschlossenem Streckenverlauf und traditionellem Kettenlift weltweit.

## Züge
Alpengeist besitzt drei Züge mit jeweils acht Wagen. In jedem Wagen können vier Personen (eine Reihe) Platz nehmen. Die Fahrgäste müssen mindestens 1,37 m groß sein, um mitfahren zu dürfen. Als Rückhaltesystem kommen Schulterbügel zum Einsatz.